# Moise (charpente)
Pour les articles homonymes, voir Moise.
Du latin mensa signifiant « planche », les moises sont des éléments structuraux de l'armement des mines. Disposées horizontalement, ce sont des pièces horizontales supportant les guides.
En charpenterie, la moise désigne toute pièce de bois jumelle qui sert à entretenir plusieurs autres pièces d'un assemblage de charpente, et qui, à cet effet, sont entaillées ou délardées pour les accoler. Les moises sont posées, soit d'équerre, soit obliquement :
- moise en jambette : petite moise pendante qui sert à lier un arbalétrier avec une décharge ;
- moise de décharge : longue moise posée obliquement, et qui supporte un poinçon ;
- moise de palée : moise qui est posée en travers les pieux d'une digue pour les entretenir ;
- moise de tête ou brise glace : moise posée obliquement sur la tête des pieux.

En structure métallique (échafaudage), il s'agit de pièces d'une longueur de 0,90 ou de 3 m permettant la construction d'un échafaudage et aussi le support d'un plan horizontal (plancher).